# 소고씨
소고씨(일본어: 十河氏 そごうし[*])는 일본의 씨족 중 하나이다.
고대 사누키에 내려온 카미쿠시노미코의 피를 잇는 우에타씨의 일족이자, 중세 사누키국의 토호이다. 진나이씨, 미타니씨와 함께 우에타당의 일각을 형성했지만, 센고쿠 시대에 귀십하(鬼十河, 소고 카즈마사) 등의 활약에 의해, 사누키 일원을 제패했다. 돌림자는 「마사(存)」이다.